# روبرت سميث ماكول
روبرت سميث ماكول (بالإنجليزية: Robert Smyth McColl)‏ (13 أبريل 1876 بغلاسكو في المملكة المتحدة - 30 نوفمبر 1958 بغلاسكو في المملكة المتحدة) هو رائد أعمال ولاعب كرة قدم بريطاني (وحمل سابقاً جنسية المملكة المتحدة لبريطانيا العظمى وأيرلندا) في مركز الهجوم. شارك مع منتخب اسكتلندا لكرة القدم. أما مع النوادي، فقد لعب مع نادي رينجرز ونيوكاسل يونايتد ونادي كوينز بارك.

## وصلات خارجية
- روبرت سميث ماكول على موقع الاتحاد الإسكتلندي (الإنجليزية)
- روبرت سميث ماكول على موقع قاعدة بيانات كرة القدم.إي يو (الإنجليزية)
- روبرت سميث ماكول على موقع ناشيونال فوتبول تيمز (الإنجليزية)